# Jarava ichu
Jarava ichu Ruiz & Pav., 1798) è una pianta erbacea della famiglia delle Poaceae, originaria delle Americhe, dove cresce tra il Messico e l'Argentina. È comunemente chiamata ichu, paja brava o paja ichu.

## Descrizione
Jarava ichu è una pianta erbacea perenne cespitosa, con culmi alti da 35 a 130 cm; la guaina fogliare è glabra, ma presenta sul collare peli bianchi di circa 1 mm di lunghezza. La ligula è di tipo membranoso e misura circa 2 mm. La lamina fogliare, lunga dai 30 ai 60 cm e larga non più di 4 mm, si presenta con i lembi piegati verso l'alto ed è ruvida o pubescente nella sua pagina superiore.
Le infiorescenze sono raccolte in pannocchie bianche o grigiastre lunghe da 15 a 40 cm che presentano un nodo basale pubescente, con peli di colore bianco o marrone chiaro della lunghezza di circa 1 mm; le glume sono di colore giallastro o purpureo, lunghe tra i 6 e i 10 mm e larghe meno di 1 mm. I lemmi, di colore marrone chiaro, hanno forma di un fuso lungo fino a 3,5 mm; al loro apice sono presenti peli bianchi lunghi da 3 a 4 mm.

## Distribuzione e habitat
La specie è nativa di Messico, Costa Rica, Venezuela, Colombia, Ecuador, Perù, Bolivia e Argentina; in queste zone vive a medie ed alte quote montane, nelle radure boschive o nelle praterie d'alta quota, in luoghi battuti dal vento o in zone particolarmente secche ed aride. Nei luoghi aperti ed esposti agli agenti atmosferici tende a divenire la comunità dominante.

## Usi
Stipa ichu è usata dalle popolazioni andine come foraggio per lama e pecore; gli steli, intrecciati, sono usati nella fabbricazione di stuoie e cesti. La specie è considerata un buon rimedio per il consolidamento del suolo e la prevenzione dei fenomeni di erosione.

## Tassonomia
La specie è stata descritta per la prima volta nel 1798 da Hipólito Ruiz López e José Antonio Pavón in Flora peruviana et chilensis.